# Avventura al Marocco
Avventura al Marocco (Road to Morocco) è un film del 1942 diretto da David Butler.

## Trama
Jeff e Orville, due amici alla deriva su una zattera nel Mediterraneo, fanno naufragio su una spiaggia deserta del Marocco e saltano in groppa ad un cammello per poi arrivare ad una città dove Jeff vende Orville come schiavo per mancanza di soldi. Jeff, pentitosi di averlo venduto, va a cercare Orville e, vedendo che è stato venduto alla bellissima principessa Shalmar di Karameesh, che per di più lo fa vivere nel lusso, vuole prenderne il posto. Ma non hanno capito che il potente capo del deserto, Mullay Kassim, ha dei disegni sulla principessa per se stesso.

## Produzione
Il film fu prodotto dalla Paramount Pictures e venne girato, dal 25 febbraio al 23 aprile 1942, in California a Imperial County e negli studi della Paramount al 5555 di Melrose Avenue a Hollywood. Le scene del deserto sono state girate in esterni in Arizona, nella zona di Yuma.

## Distribuzione
Distribuito dalla Paramount, il film uscì nelle sale USA presentato in prima a New York il 10 novembre 1942. In Italia, il film uscì qualche anno dopo la fine della guerra, il 19 marzo 1948.

### Date di uscita
IMDb
- USA 10 novembre 1942 (New York City, New York)
- Australia 22 aprile 1943
- Svezia 10 settembre 1943
- Finlandia 27 febbraio 1944
- Francia 4 giugno 1947
- Giappone 25 dicembre 1947
- Italia 19 marzo 1948
- Hong Kong 7 ottobre 1948
- Austria 11 marzo 1949
- Germania 8 aprile 1949
- Danimarca 18 aprile 1949
- Finlandia 18 marzo 1960 (riedizione)

Alias
- Road to Morocco USA (titolo originale)
- Der Weg nach Marokko Austria / Germania
- A Sedução de Marrocos Portogallo
- A Sedução do Marrocos Brasile
- Avventura al Marocco Italia
- En route pour le Maroc Francia
- En route vers le Maroc Belgio (titolo Francese)
- Kaksi iloista merimiestä Marokossa Finlandia
- Lichtelijk geschift Paesi Bassi
- Maroko Grecia
- Op weg naar Marocco Belgio (titolo Fiammingo)
- På eventyr i Marokko Danimarca
- Ruta de Marruecos Spagna
- Två glada sjömän i Marocko Svezia

## Riconoscimenti
Il film ha ricevuto due candidature ai Premi Oscar 1943 per la migliore sceneggiatura originale e il miglior sonoro.
Nel 1996 è stato scelto per la conservazione nel National Film Registry della Biblioteca del Congresso.
Nel 2000 l'American Film Institute l'ha inserito al 78º posto della classifica delle cento migliori commedie americane di tutti i tempi.